# Saison 29 des Simpson
Chronologie
Saison 28 Saison 30
La vingt-neuvième saison de la série télévisée d'animation Les Simpson est diffusée aux États-Unis entre le 1er octobre 2017 et le 20 mai 2018. Elle compte vingt-et-un épisodes, une première depuis la saison 20. La saison marque le départ du compositeur Alf Clausen remplacé par Bleeding Fingers Music. La version française est diffusée sur W9 depuis le 9 février 2019. En Belgique, la saison 29 est diffusée depuis le 6 janvier 2021 sur la chaîne Tipik. En Suisse, elle est diffusée sur RTS 2. 

## Épisodes
| № | #  | Titre                                                                                            | Réalisation       | Scénario                             | Première diffusion               | Code de prod. | Audience (en millions) |
| --- | -- | ------------------------------------------------------------------------------------------------ | ----------------- | ------------------------------------ | -------------------------------- | ------------- | ---------------------- |
| 619 | 1  | Les Serfson The Serfsons                                                                         | Rob Oliver        | Brian Kelley                         | 1er octobre 2017 9 février 2019  | WABF17        | 3,26                   |
| À Springfieldia, la mère de Marge, qui a été mordue par un « marcheur glacé », apprend qu'elle n'a plus qu'une semaine à vivre. Lisa utilise la magie pour acheter l'amulette qui pourra la sauver. Mais lorsque le roi l'apprend, il kidnappe Lisa ! Homer mène un soulèvement dans tout le royaume pour sauver sa fille... Invité : Nikolaj Coster-Waldau |    |                                                                                                  |                   |                                      |                                  |               |                        |
| 620 | 2  | Springfield Splendor (Bonsoir tristesse)                                                         | Matthew Faughnan  | Tim Long et Miranda Thompson         | 8 octobre 2017 16 février 2019   | WABF22        | 5,25                   |
| Après avoir fait encore le même cauchemar, Lisa demande à suivre une thérapie. Homer et Marge l'emmènent consulter une psychologue qui lui demande de dessiner ses sentiments en bande dessinée. Lisa n'étant pas douée pour le dessin, Marge propose de l'aider. La BD devient un succès mais une bataille d'égo démarre entre Marge et sa fille... Invités : Dan Harmon, Alison Bechdel, Rachel Bloom, Marjane Satrapi, Martin Short, Roz Chast et Kevin Michael Richardson |    |                                                                                                  |                   |                                      |                                  |               |                        |
| 621 | 3  | Bébé siffleur (Travailler en sifflant) Whistler's Father                                         | Matthew Faughnan  | Tom Gammill et Max Pross             | 15 octobre 2017 16 février 2019  | WABF16        | 2,91                   |
| Homer découvre que Maggie a hérité du talent de sifflement de son père et tente de lancer sa carrière. Pendant ce temps, Gros Tony engage Marge pour décorer certaines de ses propriétés... Invités : Nick Fascitelli, Valerie Harper et Joe Mantegna |    |                                                                                                  |                   |                                      |                                  |               |                        |
| 622 | 4  | Simpson Horror Show XXVIII (Spécial d'Halloween XXVIII) Treehouse of Horror XXVIII               | Timothy Bailey    | John Frink                           | 22 octobre 2017 16 février 2019  | WABF18        | 3,66                   |
| - Introduction : La famille Simpson, transformée en sucreries, est dans un bol avec d’autres bonbons laissés devant une maison pour Halloween. Le lendemain, les Simpson sont les seuls restants dans le bol, ils sont placés sur une étagère lorsque les résidents de la maison enlèvent les décorations d’Halloween. Ils rencontrent alors un lapin de Pâques en chocolat qui leur dit qu’ils seront oubliés sur l’étagère pour toujours. Homer, bientôt rejoint par le reste de la famille, dévore le lapin. - L'exor-sœur : Sur un site de fouille archéologique d’un temple pré-chrétien, dans le nord de l'Irak, une statue de Pazuzu est déterrée et envoyée par Amazon à la maison des Simpsons, Homer l'ayant accidentellement commandée, pensant que c’était une "pizza". La statue est laissée sur le lit de Maggie, le démon prend alors possession de son corps. L'enfant possédé fait connaître sa présence lors du cocktail qu'Homer et Marge organisent en bas. Le démon tue Helen Lovejoy, qui se plaint avant d'enfermer tout le monde, puis de tuer le Dr Hibbert, tout en révélant qu'il trompe sa femme. Ned Flanders dit aux Simpson que Maggie a besoin d'un exorcisme avant d’être tué à son tour, étouffé par une petite voiture. Un prêtre irlandais arrive peu de temps après et effectue l'exorcisme qui purge le démon de Maggie, mais le démon finit par posséder Bart, ce qu'il regrette terriblement, déclarant que Bart a l'âme la plus maléfique qu'il ait jamais vue. - Coralisa : Maggie, qui se remet encore de son aventure avec Pazuzu, commence à vomir violemment partout sur la table du dîner, inondant finalement la cuisine. Dans la chambre de Lisa, son chat Boule de Neige l'emmène à travers un tunnel secret qui l'amène à une autre version de sa famille, la différence étant qu’ils ont des boutons à la place des yeux. Alors que la famille alternative est idéale, Lisa retourne dans son monde, terrorisée, lorsqu'elle apprend qu'ils veulent coudre des boutons sur ses yeux, afin qu'elle puisse rester avec eux pour toujours. Lisa reconsidère l'offre de la famille alternative après qu'Homer ait tué un serpent avec le saxophone de Lisa et accepte de rejoindre l’autre famille. - MMM... Homer : Une scène d'ouverture montre Lisa, avertissant les téléspectateurs du contenu dégoûtant du segment suivant, proclamant: "Ce que vous êtes sur le point de voir est tellement dégoûtant, vous regarderez Game of Thrones pour vous calmer!". Cette séquence est une parodie de la nouvelle "Survivor Type" de Stephen King. Homer reste à la maison tandis que le reste de la famille part en vacances avec Patty et Selma. Homer se met à l'aise, mais finit par manger toutes ses provisions, se retrouvant avec seulement des légumes, avant de trouver un hot-dog surgelé. Alors que Petit-Papa-Noël, le chien de la famille, tente de s’emparer du hot-dog, Homer se coupe accidentellement le doigt et le fait cuire au barbecue. Ne résistant pas à l’envie de le manger, il découvre à quel point c'est savoureux, perd tout intérêt pour d'autres aliments lorsqu'il est invité par Ned pour le déjeuner, et commence à cuisiner des parties de son corps avant que sa famille ne revienne. Ils deviennent méfiants, Homer portant constamment des gants de cuisine pour cacher ses doigts coupés, pesant 20 kilos de moins et marchant en boitant. Lorsque Marge découvre l'auto-cannibalisme d'Homer, une nuit, alors qu'il faisait frire sa propre jambe coupée, elle l'amène chez un conseiller en toxicomanie pour obtenir de l'aide, mais Mario Batali, à la recherche de nouveaux ingrédients, convainc Homer de le laisser cuisiner les parties restantes de son corps en tant qu'ingrédients vendus chez un restaurant Chez Homer et dans plusieurs autres établissements de Springfield. Carl mentionne qu'ils mangent également du Barney Gumble, du Vendeur de BD et de la viande de cheval. Au paradis, Homer raconte à Jésus que tout comme lui, les gens mangent aussi son corps, alors que les résidents de Springfield se sont transformés en cannibales. Invités : Mario Batali, Ben Daniels, Neil Gaiman et William Friedkin |    |                                                                                                  |                   |                                      |                                  |               |                        |
| 623 | 5  | Grand-père, tu m'entends ? (À bon entendeur) Grampy Can Ya Hear Me                               | Bob Anderson      | Bill Odenkirk                        | 5 novembre 2017 23 février 2019  | WABF19        | 2,86                   |
| Pour son anniversaire, Abraham reçoit un appareil auditif et entend enfin ce que tout le monde dit à son sujet. En pleine nuit, Lisa et Bart entrent dans l'école et découvrent que le principal Skinner dort au sous-sol... |    |                                                                                                  |                   |                                      |                                  |               |                        |
| 624 | 6  | La Maire est bleue (Maire supérieur) The Old Blue Mayor She Ain't What She Used to Be            | Matthew Nastuk    | Tom Gammill et Max Pross             | 12 novembre 2017 23 février 2019 | WABF20        | 4,75                   |
| Lors de l'inauguration du Skyline Parc, le maire Quimby déclenche un accident de monorail. Marge, qui ne supporte plus la mauvaise gestion de la ville, se présente aux élections face à lui. Marge est élue mais ne parvient pas à respecter sa promesse principale de campagne... |    |                                                                                                  |                   |                                      |                                  |               |                        |
| 625 | 7  | Chantons sur la piste (Grand Dalot et Petit Moe) Singin' in the Lane                             | Michael Polcino   | Ryan Koh                             | 19 novembre 2017 23 février 2019 | WABF21        | 2,67                   |
| Homer et ses amis reforment leur ancienne équipe de bowling pour remonter le moral à Moe. Ils se retrouvent alors en compétition contre des milliardaires arrogants. Lisa et Marge tentent d'expliquer à Bart que l'argent ne fait pas tout... |    |                                                                                                  |                   |                                      |                                  |               |                        |
| 626 | 8  | L'Opus de Lisa (L'Opus de Monsieur Lisa) Mr. Lisa's Opus                                         | Steven Dean Moore | Al Jean                              | 3 décembre 2017 9 mars 2019      | XABF01        | 4,28                   |
| Dans le futur, âgée maintenant de 18 ans, Lisa écrit sa demande d'admission pour l'université de Harvard. Elle se souvient de ses anciens anniversaires, gâchés par sa famille, et du moment où Homer a décidé d'arrêter de boire pour sauver son mariage... Invités : Kat Dennings, Valerie Harper, Norman Lear, Kipp Lennon et Jon Lovitz |    |                                                                                                  |                   |                                      |                                  |               |                        |
| 627 | 9  | Porté disparu (Missile impossible) Gone Boy                                                      | Rob Oliver        | John Frink                           | 10 décembre 2017 9 mars 2019     | XABF02        | 6,06                   |
| Bart tombe dans une ancienne station de lancement de missiles. Alors qu'il est porté disparu, toute la ville part à sa recherche y compris les prisonniers. Lorsque Bart est déclaré mort, Tahiti Bob reste persuadé du contraire et tente à tout prix de le retrouver... Invités : Kelsey Grammer, Valerie Harper et Shaquille O'Neal |    |                                                                                                  |                   |                                      |                                  |               |                        |
| 628 | 10 | Ha-Ha Land Haw-Haw Land                                                                          | Bob Anderson      | Tim Long et Miranda Thompson         | 7 janvier 2018 9 mars 2019       | XABF03        | 6,95                   |
| La famille Simpson se rend à une conférence sur la science. Bart se découvre une passion pour la chimie. Lisa tombe amoureuse de Brendan, un musicien plus âgé, ce qui rend jaloux Nelson. Ce dernier va alors tout faire pour prouver son amour à Lisa... Invité : Ed Sheeran |    |                                                                                                  |                   |                                      |                                  |               |                        |
| 629 | 11 | Professeur testeur (Test in-Frink-tueux) Frink Gets Testy                                        | Chris Clements    | Dan Vebber                           | 14 janvier 2018 16 mars 2019     | XABF04        | 8,04                   |
| M. Burns, qui croit que la fin du monde est proche, convoque les grands esprits de la ville pour lui construire une arche de l'apocalypse. Afin de déterminer qui mérite une place dans l'arche, le professeur Frink propose de faire passer un test à tous les habitants de la ville... Invités : Valerie Harper et Maurice LaMarche |    |                                                                                                  |                   |                                      |                                  |               |                        |
| 630 | 12 | Homer est là où n'est pas l'art (Enchères et en noces) Homer Is Where the Art Isn't              | Timothy Bailey    | Kevin Curran                         | 18 mars 2018 16 mars 2019        | XABF05        | 2,07                   |
| Lors d'une vente aux enchères, le tableau de Miró, dont Homer est obsédé, est adjugé à la milliardaire Megan Matheson. Cependant, à la livraison elle retrouve la boîte vide. Le détective Manacek est envoyé pour résoudre l'enquête. Homer devient le suspect numéro un mais Marge fait tout pour l'innocenter... Invités : Bill Hader et Cecily Strong |    |                                                                                                  |                   |                                      |                                  |               |                        |
| 631 | 13 | Sans titre (Conseils de famille) 3 Scenes Plus a Tag from a Marriage                             | Matthew Nastuk    | Tom Gammill et Max Pross             | 25 mars 2018 16 mars 2019        | XABF06        | 2,15                   |
| La famille Simpson passe devant l'ancien immeuble où Marge et Homer habitaient avant d'être mariés. Ils rendent alors visite aux nouveaux propriétaires et se remémorent la joyeuse vie qu'ils menaient avant d'avoir Bart... Invités : John Baldessari, Kevin Pollak et J. K. Simmons |    |                                                                                                  |                   |                                      |                                  |               |                        |
| 632 | 14 | La Peur du clown (L'Insoutenable Anxiété d'un clown) Fears of a Clown                            | Steven Dean Moore | Michael Price                        | 1er avril 2018 30 mars 2019      | XABF08        | 2,06                   |
| Bart fait une mauvaise blague aux habitants de Springfield pour se venger du principal Skinner. Par la suite, la ville entière est terrorisée par les clowns et Krusty finit par perdre son émission. Bart est envoyé en centre de rééducation tandis que Krusty se lance dans une toute nouvelle carrière... Invités : Damian Kulash, Jon Lovitz et Tim Nordwind |    |                                                                                                  |                   |                                      |                                  |               |                        |
| 633 | 15 | Une bonne lecture ne reste pas impunie (L'Art de la guerre du lard) No Good Read Goes Unpunished | Mark Kirkland     | Jeff Westbrook                       | 8 avril 2018 30 mars 2019        | XABF07        | 2,15                   |
| Marge emmène Homer et les enfants à la bibliothèque. Elle conseille à Lisa de lire son livre préféré quand elle était enfant. Avec le recul, elle trouve que le livre est fait de préjugés et en écrit une nouvelle version. Bart, quant à lui, découvre un livre qui lui permet de contrôler son père... Invités : Daniel Radcliffe et Jimmy O. Yang |    |                                                                                                  |                   |                                      |                                  |               |                        |
| 634 | 16 | Punaise ! (Sur le matelas) King Leer                                                             | Chris Clements    | Daniel Furlong et Zach Posner        | 15 avril 2018 6 avril 2019       | XABF10        | 2,26                   |
| Moe reçoit un curieux appel au bar et met tout le monde à la porte. Marge et Homer le suivent et découvrent qu'il se bat avec un vieil homme, qui n'est autre que son père… Marge et Homer vont donc tenter d'aider Moe à renouer des liens avec son père et sa famille... Invités : Ray Liotta, Debi Mazar et Jonathan Schmock |    |                                                                                                  |                   |                                      |                                  |               |                        |
| 635 | 17 | Lisa a le blues (Mes blues passent pus dans l'sax) Lisa Gets the Blues                           | Bob Anderson      | David Silverman et Brian Kelley      | 22 avril 2018 6 avril 2019       | XABF11        | 2,19                   |
| M. Largo conseille à Lisa d'arrêter le saxophone. Pour fêter les 100 ans de tante Eunice, Marge emmène toute la famille en Floride. Homer provoque une émeute dans l'avion obligeant le pilote à atterrir à la Nouvelle-Orléans. Marge espère que ce voyage permettra à Lisa de retrouver confiance en elle... Invité : Trombone Shorty |    |                                                                                                  |                   |                                      |                                  |               |                        |
| 636 | 18 | Pardon et Regret (Non, je ne regrette pas grand-chose) Forgive and Regret                        | Rob Oliver        | Bill Odenkirk                        | 29 avril 2018 30 mars 2019       | XABF09        | 2,47                   |
| Abraham fait une confession à Homer sur son lit de mort. Abraham se rétablit miraculeusement mais Homer prend conscience qu'il n'a rien pardonné à son père. Abraham est alors prêt à tout pour se réconcilier avec son fils... |    |                                                                                                  |                   |                                      |                                  |               |                        |
| 637 | 19 | Un gaucher gauche (À Dieu, monsieur le professeur) Left Behind                                   | Lance Kramer      | Al Jean, Joel H. Cohen et John Frink | 6 mai 2018 6 avril 2019          | XABF12        | 2,15                   |
| Homer aide Ned à trouver un emploi à la centrale nucléaire mais se rend compte que son nouveau collègue ne va pas être de tout repos. Marge conseille à Ned de devenir professeur mais Bart lui porte un coup fatal. Homer et Bart décident finalement de l'aider à remonter la pente... Invités : Marcia Wallace et Michael Dees |    |                                                                                                  |                   |                                      |                                  |               |                        |
| 638 | 20 | À la santé des Danois (Quelque chose de jauni au Royaume du Danemark) Throw Grampa from the Dane | Michael Polcino   | Rob LaZebnik                         | 13 mai 2018 13 avril 2019        | XABF13        | 2,14                   |
| La famille Simpson se rend au Danemark pour permettre à Grand-Père Simpson de bénéficier des soins médicaux gratuits. Alors que toute la famille tombe sous le charme du pays, Homer ne rêve que de retourner à Springfield... Invité : Sidse Babett Knudsen |    |                                                                                                  |                   |                                      |                                  |               |                        |
| 639 | 21 | L'Échelle de Flanders (Connexion inter-Ned) Flanders' Ladder                                     | Matthew Nastuk    | J. Stewart Burns                     | 20 mai 2018 13 avril 2019        | XABF14        | 2,10                   |
| Bart fait une mauvaise blague à Lisa. Après avoir été frappé par la foudre, Bart tombe dans un coma profond. Une fois à l'hôpital, pour se venger, Lisa lui fait vivre un véritable cauchemar. Bart se retrouve alors entouré de fantômes qui lui demandent de les aider à se venger... Invité : Jackie Mason |    |                                                                                                  |                   |                                      |                                  |               |                        |

## Récompense

### Récompense
2018-Primetime Emmy Awards : Accomplissement remarquable individuel (animation) pour Caroline Cruikshank

### Nomination
2018-Primetime Emmy Awards : meilleure interprétation d'un personnage de fiction en voix off pour Dan Castellaneta